# Episodi de La porta rossa (seconda stagione)
La seconda stagione della serie televisiva La porta rossa, formata da 12 episodi, suddivisi in 6 serate, è andata in onda in Italia su Rai 2 dal 13 febbraio al 20 marzo 2019.
| nº | Titolo      | Prima TV Italia  |
| -- | ----------- | ---------------- |
| 1  | Episodio 1  | 13 febbraio 2019 |
| 2  | Episodio 2  | 13 febbraio 2019 |
| 3  | Episodio 3  | 20 febbraio 2019 |
| 4  | Episodio 4  | 20 febbraio 2019 |
| 5  | Episodio 5  | 27 febbraio 2019 |
| 6  | Episodio 6  | 27 febbraio 2019 |
| 7  | Episodio 7  | 6 marzo 2019     |
| 8  | Episodio 8  | 6 marzo 2019     |
| 9  | Episodio 9  | 13 marzo 2019    |
| 10 | Episodio 10 | 13 marzo 2019    |
| 11 | Episodio 11 | 20 marzo 2019    |
| 12 | Episodio 12 | 20 marzo 2019    |

## Episodio 1
Cagliostro, dopo aver preso la decisione di non oltrepassare ancora la porta che separa la terra di mezzo tra la vita e la morte e il mondo dei trapassati, decide di tenere d'occhio Jonas.
Quest'ultimo, risvegliatosi dal coma dopo circa 30 anni, racconta alla polizia di non sapere con esattezza chi gli ha sparato, per poi rivelare in segreto alla sua fidanzata, Silvia, di pensare che a tentare di ucciderlo sia stato Rambelli. Nel frattempo, Cagliostro assiste al parto di sua moglie Anna. Proprio in quel momento però, il commissario ha una nuova visione in cui vede la figlia rapita e portata in un'ex fabbrica dove si sentono rumori di spari e si vede un libro rosso sul Conte Cagliostro. Quella stessa sera, Filip si reca all'ex fabbrica della visione di Cagliostro per incontrare alcuni suoi amici e suonare con loro. I loro piani però, saltano quando un malvivente irrompe nell'ex fabbrica e caccia in malo modo il gruppo di ragazzi, che scappano. Soltanto Filip fa ritorno alla fabbrica per affrontare il malvivente.
Cagliostro si reca all'ex fabbrica della sua visione e assiste inaspettatamente ad una telefonata fra Filip e Vanessa. Il giovane, chino sul corpo senza vita del malvivente, chiama la sua ragazza per chiederle aiuto prima di fuggire dalla scena del delitto.
Poco dopo Vanessa chiama la polizia in maniera anonima e denuncia l'omicidio. A quel punto Cagliostro decide di farle visita per comunicarle la sua decisione di non oltrepassare la porta fino a quando sua figlia non sarà al sicuro. Al commissariato, Stella e Paoletto scoprono che l'uomo ucciso all'interno dell'ex fabbrica è lo spacciatore Mauro Brezigar, che Stella aveva arrestato e rilasciato il giorno stesso, ed aprono le indagini del suo omicidio.

## Episodio 2
Vanessa decide di indagare insieme a Cagliostro su Filip e sul legame che quest'ultimo aveva con lo spacciatore morto. Al tribunale, inizia il processo a Rambelli. Con una testimonianza stupefacente, Rambelli accusa Piras ed Anna dell'omicidio di Cagliostro.
- Ascolti Italia: 3.043.000 spettatori - 12,5% share[1]

## Episodio 3
Dopo averlo visto addosso a Brezigar, Stella Mariani si rende conto che il quaderno dello spacciatore trovato morto manca dalla lista degli effetti personali. Vanessa ritrova il quaderno a casa di Filip e, sfogliandolo, si accorge che tra i debitori del pusher c’è anche Emin Vesna, il papà del fidanzato. Ma cosa lega Filip, suo padre e il corpo appena ritrovato?

## Episodio 4
Ad ammazzare Brezigar non è stato Filip. L’autopsia sul cadavere dell’uomo toglie infatti ogni dubbio sulla colpevolezza del ragazzo, estraneo ai fatti dell’omicidio per cui tutti indagano. Intanto, Vanessa testimonia al processo sulla morte di Cagliostro. Messa, però, con le spalle al muro dall’avvocato di Rambelli, la ragazza confessa di essere una medium, screditandosi agli occhi degli inquirenti e dell'opinione pubblica.
- Ascolti Italia: 2.584.000 spettatori - 10,2% share[2]

## Episodio 5
Le dichiarazioni fatte al processo da Vanessa tuttavia non sono passate inosservate. Patrizia Durante, madre di Raffaele, chiede alla Rosic di parlare con suo figlio Raffaele per conoscere la verità sulla sua morte. 
Vanessa scopre che anche Federico - un ragazzo che lavora nel bar che Eleonora ha aperto - ha la possibilità di parlare con i defunti e di potere chiamare a sè le persone defunte. Paoletto e Stella si impegnano nell'indagine sulla morte di Brezigar, in quanto il libro su Cagliostro continua a non trovarsi.
Paoletto affronta Stella, perché la ritiene responsabile del suicidio di sua moglie Daria.

## Episodio 6
Lucia - una giornalista con cui Paoletto ha intrecciato una relazione - conduce un'inchiesta sulla Fenice in quanto anche il suo fratellastro ne faceva parte, ma si mette seriamente in pericolo. Durante il processo, emergono delle novità riguardo all'arma, su cui vengono trovate le impronte di Piras. Per tale ragione l'uomo finisce sotto inchiesta. Il procuratore capo Alessi non può far altro che scagionare Rambelli. Piras viene trovato in fin di vita: si sospetta a seguito di un tentato suicidio. Anna, informata dell'accaduto dal vicequestore Jamonte, sconvolta, fugge senza la figlia Vanessa.
- Ascolti Italia: 2.678.000 spettatori - 11,4% share[3]

## Episodio 7
Cagliostro è molto preoccupato: il tempo passa e lui non ha ancora capito chi rapirà la sua bambina. Per i giudici, il processo sulla morte di Cagliostro è irrimediabilmente inquinato e l’assoluzione di Rambelli è dovuta. Jamonte è invece sulle tracce di Anna, che continua abilmente a sfuggirgli. Ad aiutare la donna nella sua fuga è Stella, che le consegna una copia del biglietto scritto da Piras prima di morire. Leggendolo, Anna fa un’importante scoperta. Indagando sulla scomparsa di Lucia, Stella e Paoletto scoprono finalmente che cos’è la Fenice. Lucia, intanto, viene ritrovata uccisa all'interno di un magazzino di una cartiera.

## Episodio 8
Jonas ricorda altri particolari dei suoi incontri con Cagliostro durante il coma. Ne parla prima con Silvia, la donna che gli è rimasta accanto in tutto questo tempo, poi con Rambelli. Infatti Jonas e Rambelli si conoscevano e Jonas ritiene che sia stato proprio Rambelli a sparargli, mandandolo in coma. Intanto Paoletto, indagando sulla Fenice, capisce che anche Don Giulio, il cappellano del carcere, è in qualche modo implicato. Al giornale intanto, Silvestrin chiede di pubblicare un necrologio misterioso. Cagliostro capisce che si tratta di un messaggio in codice per tutti i membri della Fenice. Mentre cerca di mettere insieme tutte le tessere del mosaico, Cagliostro ha una nuova visione del rapimento di sua figlia e si rende conto di un importantissimo dettaglio.
- Ascolti Italia: 2.463.000 spettatori - 10,4% share[4]

## Episodio 9
Vanessa comincia a guardare con sospetto Federico. Per questo evoca l’aiuto di Cagliostro, costringendolo a interrompere la sua indagine sui membri della Fenice. Il pensiero di aver perso importanti rivelazioni per colpa della chiamata di Vanessa scatena fra i due un duro alterco.
Trascorso del tempo, il commissario torna sui suoi passi e, con l'aiuto di Eleonora, scopre finalmente chi fa parte della pericolosa Confraternita.
Anna intanto sta cercando di scoprire chi ha inquinato le prove del processo, consentendo la scarcerazione di Rambelli e la messa in stato d'accusa di Piras per la morte di Cagliostro. Rapidamente e restando nell’ombra, Anna riesce a raccogliere informazioni, nomi e verità su tutto questo. Pensando ad una persona di fiducia che la ascolti senza denunciarla, racconta tutto a Marco Jamonte e si costituisce spontaneamente in cambio dell'aiuto del vice-questore nelle indagini.

## Episodio 10
Eleonora, istigata da Cagliostro, va da Don Giulio per fargli rivelare il nome di chi tiene in pugno la Fenice. Il prete confessa di essere stato il capitano della nave Fenice su cui venivano trasportati orfani e armi di contrabbando. Durante uno dei viaggi, però, dei bambini morirono dopo una fuga di gas. Per il rimorso, l'uomo trovò rifugio in Dio e divenne prete. Rambelli, ormai assolto dall'accusa dell'omicidio di Cagliostro, esce dal carcere e va a casa sua, in cui cela un archivio segreto con fascicoli contenenti informazioni sui suoi uomini e anche il libro del Conte di Cagliostro nel quale sono appuntati i nomi dei componenti della Fenice e le loro malefatte. 
Si scopre così che è stato proprio Rambelli a ricattare Don Giulio e a tenere sotto scacco Alessi, obbligandolo a falsificare la perizia sulla pistola che ha sparato a Cagliostro. In quel momento, però, qualcuno bussa alla porta di casa di Rambelli; l'ex poliziotto accoglie in casa questa persona misteriosa, che lo uccide. Cagliostro si ritrova davanti il suo assassino, in forma di spirito, in procinto di varcare la porta rossa. Cagliostro cerca di farsi dire da Rambelli il nome di chi gli ha sparato, ma l'uomo gli chiede solo perdono per il male che gli aveva fatto. 
La polizia arriva, ma del quaderno rosso non c'è traccia. Jamonte capisce che Rambelli era implicato nella rapina al Credito Triestino del 1985, ma che il suo complice non poteva essere Brezigar, che all'epoca si trovava in Austria. Cagliostro intuisce che il complice di Rambelli era Jonas. in un flashback si vede Jonas, sotto casa di Rambelli, ricordare come 30 anni prima Rambelli lo avesse convinto a svaligiare la banca e le cassette di sicurezza, promettendogli in cambio il denaro con cui avrebbe potuto sposare Silvia. Jonas aveva però tentato di fregare Rambelli. Qualche giorno dopo Jonas era stato ferito da un colpo di pistola alla testa, cadendo in coma. Jonas avrebbe poi assistito come fantasma alla nascita di suo figlio, che Silvia aveva affidato a Rambelli, il quale lo aveva affidato ad un orfanotrofio. Al neonato fu dato il nome di Leonardo Cagliostro. Jonas si ricorda che l'uomo che aveva incontrato mentre era sotto forma di spirito era proprio Cagliostro, suo figlio. La scoperta che Jonas e Silvia sono i suoi genitori lascia stupefatto Leonardo, che per anni li aveva cercati invano. Proprio in quell'istante arriva Jamonte, che porta via Jonas per interrogarlo.
Tra Stella e Diego sembra essere tornato il sereno, ma Paoletto non ha ancora perdonato Stella per aver aiutato Daria a porre fine alla sua vita.
- Ascolti Italia: 2.641.000 spettatori - 11,5% share[5]

## Episodio 11
Jonas, portato in Questura per chiarimenti legati all'omicidio di Rambelli, viene interrogato da Jamonte e Paoletto. L'uomo ammette di aver compiuto la rapina al Credito Triestino ma il reato ormai è in prescrizione. Jonas invece nega di aver ucciso Rambelli e di sapere dove si trova il quaderno rosso contenuto nella cassetta. Anche la prova dello stub è negativa, segno che Jonas è veramente innocente. Jonas sente su di sé la presenza del figlio e, turbato, dopo aver firmato il verbale va via. Anna, in cella, si confronta con Jamonte; non ci sono prove convincenti per procedere contro il procuratore Alessi e nessuno li appoggerebbe. Jamonte suggerisce che l'unico modo per andare avanti senza impedimenti è di portare dalla loro parte il questore, che appoggia la prosecuzione delle indagini. 
Dall'autopsia sul corpo di Rambelli si scopre che il proiettile è dello stesso calibro di quello che ha ucciso Brezigar, quindi l'assassino è probabilmente lo stesso ed i due casi sono in qualche modo collegati. Cagliostro ricorda che anche il calibro del proiettile che ha sparato a Jonas è lo stesso: ormai il commissario teme di aver capito chi è a manovrare i fili. Eleonora leggendo la tesi di Federico scopre che ha indagato sul suo caso recandosi nella clinica dove per anni è rimasta ricoverata. Vanessa nel frattempo incontra sua zia e sfrutta l'occasione per rubare dalla sua borsa le chiavi di casa di Alessi, con cui la zia ha una relazione. Entra poi di nascosto nell'abitazione dell'uomo e, nella biblioteca, trova la lettera ricattatoria che ha permesso a Rambelli di essere scagionato. In quel momento rientra però Alessi.

## Episodio 12
Cagliostro ha capito che la persona che in passato sparò al padre, è la stessa che ha ucciso Brezigar e Rambelli, e che questa persona è sua madre Silvia. Infatti lei sparò al suo fidanzato, dopo che lui aveva rubato dalla banca, su richiesta di Rambelli, la cassetta di sicurezza di proprietà di Alessi, al cui interno era custodito il libro "I misteri del Conte di Cagliostro", ovvero il libro mastro dove erano riportati i nomi dei membri della Fenice e tutti i loro traffici. Silvia aveva poi affidato Leonardo a Rambelli. Solo Rambelli era a conoscenza del fatto che Silvia aveva sparato a Jonas, e la ricattava tramite Brezigar, che era a sua volta l'informatore di Rambelli. Silvia, stufa dei ricatti, aveva poi ucciso Brezigar e anche Rambelli, rubandogli il libro mastro che Rambelli aveva usato per ricattare i membri della Fenice - tra cui il procuratore Alessi - affinché, con la loro influenza, manipolassero il processo in suo favore. Vanessa, entrata di nascosto nella casa di Alessi per trovare delle prove, viene sorpresa da Alessi, e salvata da Stella e Paoletto, che arrestano Alessi.
Silvia, in preda alla disperazione, rapisce la sua nipotina e la porta alla fabbrica dove aveva ucciso Brezigar, nella folle speranza di redimersi crescendo la piccola Vanessa. Anna e Jamonte, giunti sul posto con l'intento di salvare la bambina, tentano di fermare Silvia, che viene raggiunta da Jonas, anche lui intenzionato a riportare la bambina ad Anna. Silvia, conscia di non poter redimersi dagli sbagli che ha commesso, si spara togliendosi la vita. Lo spirito di Silvia ha modo di vedere Cagliostro, e poi attraversa la porta rossa. Jamonte e Anna recuperano il libro mastro, trovando le prove per arrestare pure don Giulio e la Durante. Stella e Paoletto iniziano una relazione, mentre Anna, che aveva capito che suo marito stava vegliando su di lei e sulla piccola Vanessa, gli chiede di andarsene, perché la sua presenza le impedisce di andare avanti per la sua strada.
Cagliostro ha capito che, rimanendo nel mondo dei vivi, ha causato la serie di eventi che lui stesso vedeva nelle sue visioni, mettendo in pericolo Anna e la loro bambina, quindi decide di attraversare la porta rossa, ma Vanessa, con i suoi poteri, non gli permette di lasciare il mondo dei vivi, perché ha capito che c'è un misterioso legame che unisce lei e il fantasma, costringendo un disperato Cagliostro a rimanere con lei finché non capirà la vera natura del legame che li unisce. Federico convince Vanessa a lasciare Trieste con lui per cercare altri medium, ma quello che la giovane Rosic ignora è che Federico è entrato nella sua vita per conto di terzi, e che il ragazzo ha in mente dei piani per lei.
- Ascolti Italia: 2.807.000 spettatori - 12,4% share[6]